# Szabados András
Szabados András (Temesvár, 1931. november 3. –) temesvári születésű gépészmérnök, szakfordító, szinkrontolmács.

## Életútja, munkássága
A bukaresti Műszaki Főiskola Gépgyártástechnológia Karán szerzett mérnöki diplomát (1956). 1956–68 között az Augusztus 23. Művekben dolgozott. 1968-tól nyugdíjazásáig (1991) a bukaresti Számítógépjavító és Karbantartó Vállalat osztályvezető mérnöke volt. 1992-től szinkrontolmács, szakfordító.
Számítástechnikai tárgyú írásait és fordításait A Hét közölte. Vállalati használatra számos magyar és német technikai kézikönyvet fordított románra.
Fordításában jelent meg D. C. Jarvis két munkája: A méz és más hasonló természetes készítmények (Bukarest, 1976) és A reuma méhészeti termékekkel és természetes úton való gyógyítása (Bukarest, 1978).